# Appendix Vergiliana

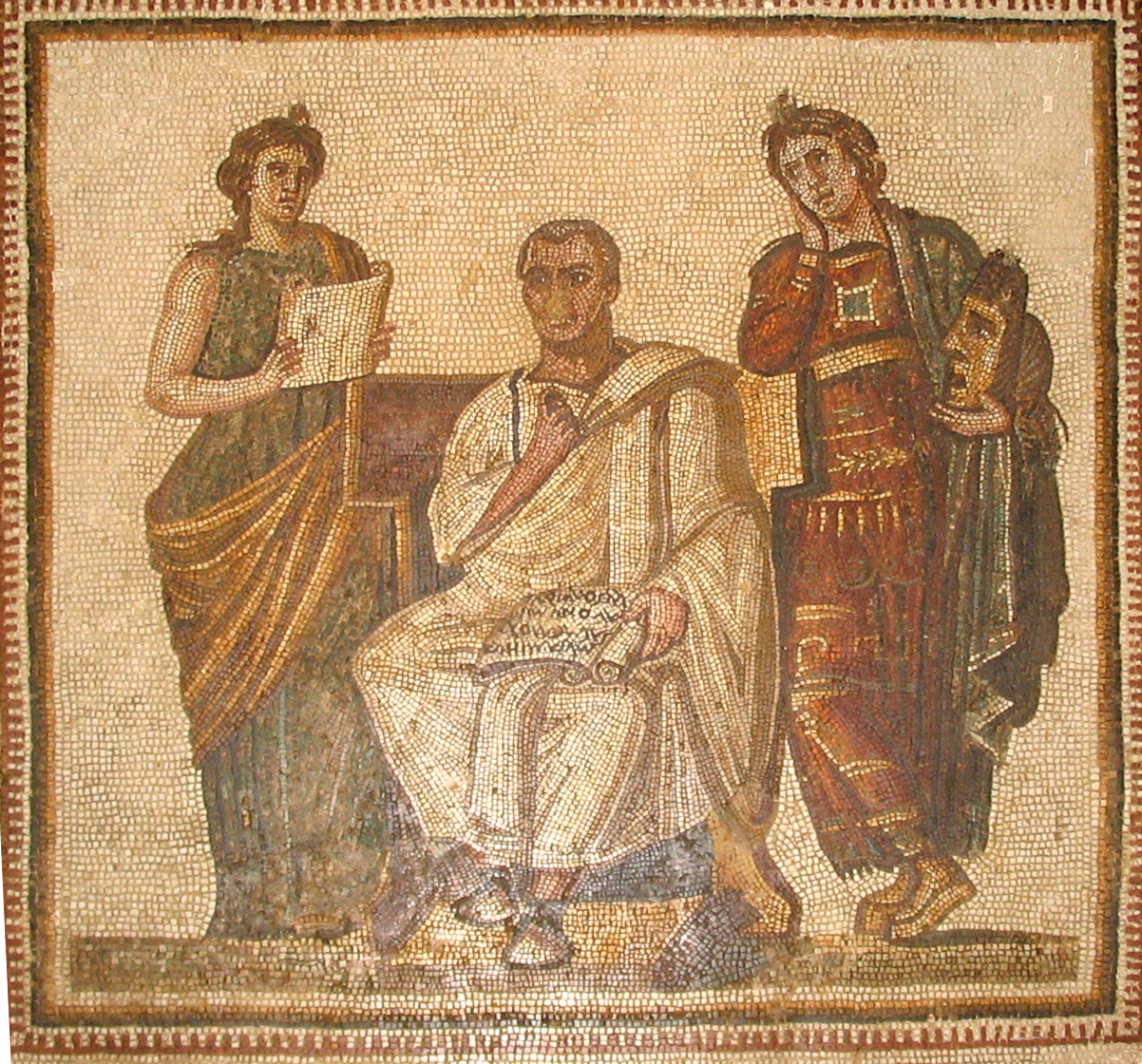
Virgile, mosaïque romaine, Musée National du Bardo (Tunis, Tunisie)

L’Appendix vergiliana est un recueil de 33 carmina de diverses compositions métriques, liées au nom de Virgile, probablement rédigées entre 44 av. J.-C. et  38 av. J.-C., entre Rome et Naples. L'attribution de ces textes à Virgile que Scaliger, dans son édition de 1573, réunit sous le titre d'Appendix Vergiliana, est fortement contestée.
Le terme appendix, qui a été utilisé pour la première fois, en 1572, par l'humaniste Joseph Juste Scaliger, se réfère à la tradition d'imprimer ces textes en même temps, et en appendice, aux œuvres de Virgile.

## Composition
Ce recueil comprend : 
- Le Culex (« moucheron » ou « moustique ») : ce moucheron (ou moustique) alerte un berger en le piquant et par là même lui sauve la vie ; l'insecte mort se voit honoré d'une tombe par le berger ;
- Les Dirae : ces « malédictions » sont prononcées par un amant contre la terre qu'il a dû abandonner (chassé par des vétérans de l'armée romaine), en abandonnant sa bien-aimée ; celle-ci, Lydia, est honorée par un poème d'amour portant son nom (en annexe aux Dirae), avec un éloge de la campagne où elle vit ;
- L’Aetna, consacré au volcan Etna ;
- Le Ciris : évocation de la métamorphose en oiseau (ciris), de Scylla, fille de Nisos, roi de Mégare ;
- Le Catalepton : recueil de poèmes courts, dont certains semblent être d'authentiques œuvres de jeunesse de Virgile[2].

Dans une phase postérieure, ont été ajoutés à la collection :
- La Copa : poème portant le nom d'une cabaretière syrienne, qui invite un voyageur au plaisir en dansant devant son établissement (parfois attribué à Aulus Septimius Serenus) ;
- Les Elegiae in Maecenatem : pièce nécrologique rapportant les dernières paroles de Mécène, bienfaiteur de Virgile, à l'empereur Auguste ;
- Le Moretum : poème gastronomique, décrivant en détail la préparation d'un plat local de Cisalpine (parfois attribué à Aulus Septimius Serenus).

## Source de traduction
- (it) Cet article est partiellement ou en totalité issu de l’article de Wikipédia en italien intitulé « Appendix Vergiliana » (voir la liste des auteurs)